# Burlaki
Burlaki – wieś w Polsce położona w województwie mazowieckim, w powiecie pułtuskim, w gminie Zatory. Ma status sołectwa.
W skład sołectwa Burlaki wchodzi także wieś Holendry.
| SIMC    | Nazwa    | Rodzaj     |
| ------- | -------- | ---------- |
| 0523726 | Holendry | przysiółek |

W latach 1975–1998 miejscowość administracyjnie należała do województwa ostrołęckiego.
Wierni Kościoła rzymskokatolickiego należą do parafii św. Małgorzaty w Zatorach.